# Скрет

Скрет (в центрі) на постері фільму «Льодовиковий період 3: Ера динозаврів»

Скрет (англ. Scrat) — персонаж серії повнометражних анімаційних фільмів «Льодовиковий період» студії Blue Sky Studios, «шаблезуба щуробілка» чоловічої статі, одержима пристрастю до жолудів. Скрет є головним героєм чотирьох короткометражних анімаційних фільмів «Gone Nutty», «No Time for Nuts», «Scrat's Continental Crack Up» і «Льодовиковий період: Гігантське Різдво», що також вийшли на студії Blue Sky Studios. У всіх фільмах Скрет озвучував режисер Кріс Ведж.
Саме ім'я «Скрет» утворено складанням англійських слів squirrel і rat. Біологічний вид Скрета невідомий, персонаж нагадує білку і щура одночасно — у нього довгий пухнастий хвіст і гострий ніс, а також пара довгих іклів, що обіграють поширені уявлення про «шаблезубих кішок» тварин часів льодовикового періоду.
14 квітня 2022 року компанія Disney+ закрила студію Blue Sky Studios, яка створила "Льодовиковий період". У зв’язку з чим творці мультфільму опублікували фінальний ролик, в якому білка Скрет з’їла свій жолудь, який оберігала 20 років.

## Появи поза серії«Льодовиковий період»
- Скрет з'являвся у 22 епізоді 4 сезону анімаційного серіалу «Гріффіни» (епізод Sibling Rivalry). Це коротка 15-секундна вставка, створена Blue Sky Studios, виконана в тривимірній комп'ютерній графіці; єдиним мальованим персонажем у ній є Пітер Гріффін.
- В епізоді «Мультиплікаційні війни, частина II» серіалу «Південний парк» з'являється рекламний щит із зображенням Скрета та рекламою якогось мультфільму «Cold Age: The Smackdown» (пародія на назву фільму «Льодовиковий період 2: Глобальне потепління» — англ. Ice Age: The Meltdown).
- Мальований Скрет з'являється на початку епізоду «Eternal Moonshine of the Simpson Mind» мультсеріалу «Сімпсони». Він полює за жолудем, що належить Садівникові Віллі.
- У комп'ютерній грі Crysis Warhead є великоднє яйце: на одному з рівнів гри, у крижаній печері можна знайти вморожених в лід Скрета та жолудь.
- У комп'ютерній грі Whiplash одного з головних героїв, тхора Спанкса, його супутник кролик Редмонд, гадаючи, хто ж Спанкс такий, називає в тому числі й «Скрет».
- У комп'ютерній онлайн-грі «Трагедія Білок» можна управляти Скретом.

| Персонаж    | Мультфільми у яких брав участь                                                                            |
| ----------- | --- |
| Білка Скрет | «Gone Nutty», «No Time for Nuts», «Scrat's Continental Crack Up» и «Льодовиковий період: Різдво мамонтів» |